# 地獄の天使 (曲)
「地獄の天使」（じごくのてんし）は、1978年7月25日に発売されたレイジーの5枚目のシングル。

## 解説
当時「レイジー男だけのファンクラブ」の会長を務めていた遠藤賢司に「SM音楽の極地」と評されたこの曲は、それまで「赤頭巾ちゃん御用心」に代表されるアイドル路線で売り出されてきたレイジーが初めてそこからの脱却を図った曲である。歌詞・曲共にハードでドラマチックな内容となっており、女性コーラスの起用もあり、歌謡曲的なイメージが強くなっている。
一方、B面の「レイジーのテーマ」は、1stアルバム『This is the LAZY』からのシングルカット。敢えて典型的なアイドル路線とも言えるこの曲が選ばれることになった。

## 収録曲
1. 地獄の天使 [04:42]
作詞：なかにし礼／作曲・編曲：都倉俊一
2. レイジーのテーマ [02:24]
作詞・作曲：都倉俊一／編曲：井上鑑

## 備考
1999年に渋谷公会堂で行われたライブ「ROCK COMMUNICATION SHIBUYA」にて、「天国の悪魔」という曲が演奏された（高崎晃作、未商品化）。